# Centaurea bethurica
Centaurea bethurica — вид квіткових рослин айстрових (Asteraceae). Ендемік: пд. Португалії й пд.-зх та цн. Іспанії.

## Діагностика
Обгортка завширшки 2–4 мм, циліндрично-веретеноподібна, біля основи згладжена.